# Lista de arquitetos estrangeiros com obra em Portugal
Esta é uma Lista de arquitectos estrangeiros com obra significativa em Portugal, juntamente com um exemplo de uma sua obra notável.

## Arquitectos estrangeiros

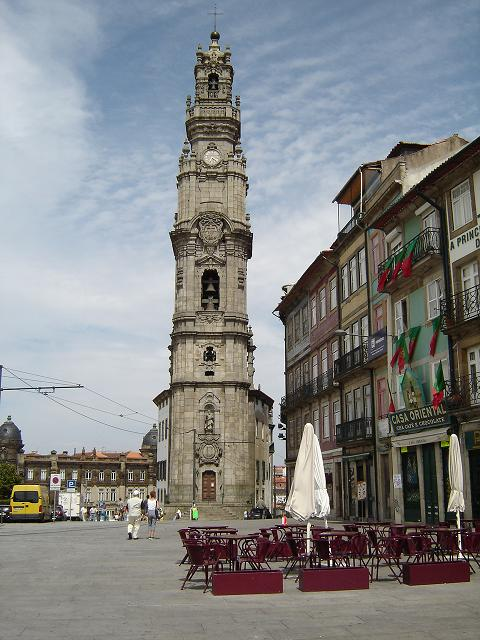
Torre dos Clérigos, de Nicolau Nasoni

| Arquitecto                | Obra notável                        |
| ------------------------- | ----------------------------------- |
| Diogo de Boytac (Boitaca) | Mosteiro dos Jerónimos, Lisboa      |
| Fortunato Lodi            | Teatro Nacional D. Maria II, Lisboa |
| Luigi Manini              | Quinta da Regaleira, Sintra         |
| João Cosmander            | Praça-forte de Olivença             |
| Leonardo Torriani         | Forte de São Filipe de Setúbal      |
| Nicolau de Langres        | Fortaleza de Juromenha              |
| Nicolau Nasoni            | Torre dos Clérigos, Porto           |
| Peter Chermayeff          | Oceanário de Lisboa, Lisboa         |
| Rem Koolhaas              | Casa da Música, Porto               |
| Santiago Calatrava        | Gare do Oriente, Lisboa             |
| Vittorio Gregotti         | Centro Cultural de Belém, Lisboa    |